# Pluton
 Ikke at forveksle med Plutos.
 For alternative betydninger, se Pluto.
Pluton (latin: Plūtō; græsk: Πλούτων, Ploutōn) er i græsk mytologi et tilnavn til Hades, underverdenens gud. Den latinske (og engelske) udgave af hans navn er Pluto.
Dværgplaneten Pluto er opkaldt efter ham.